# Bralęcin
Bralęcin (deutsch Brallentin) ist ein Dorf in der Woiwodschaft Westpommern in Polen. Es gehört zur Gmina Dolice (Gemeinde Dölitz) im Powiat Stargardzki (Stargarder Kreis).

## Geographische Lage
Das Dorf liegt in Hinterpommern, etwa 50 Kilometer südöstlich von Stettin und etwa 16 Kilometer südöstlich der Kreisstadt Stargard.

## Geschichte

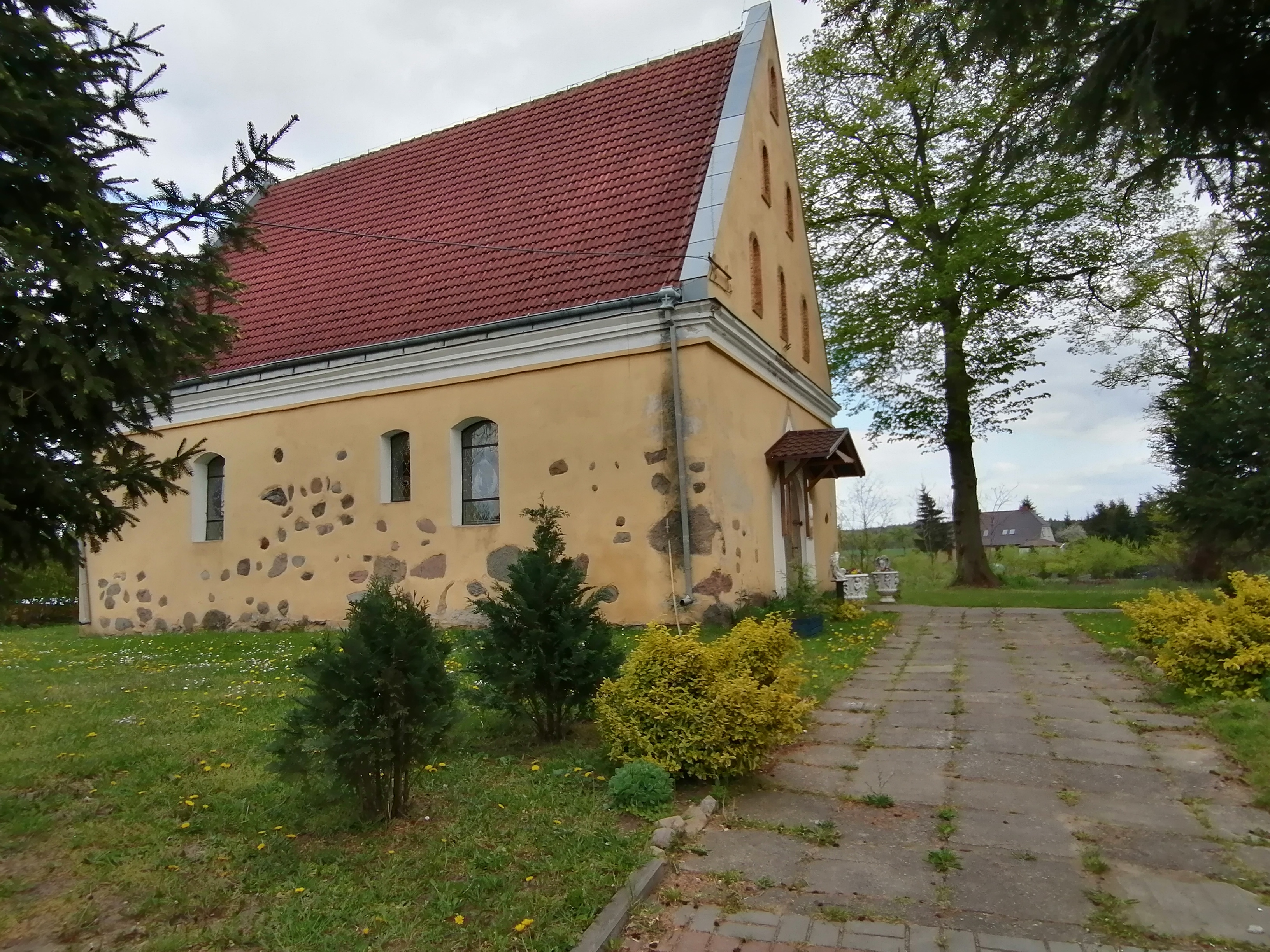
Dorfkirche

Brallentin war im Herzogtum Pommern ein Lehen der adligen Familie von Wedel auf Kremzow. Die Wedels haben Brallentin als Afterlehen an eine Familie von Borck vergeben. Die älteste Nachricht stammt aus dem Jahre 1388, als Atz, Heinrich und Curt Bork durch Hasso von Wedel mit dem Dorfe Brallentin samt dem See Stutzig belehnt wurden. Diese kleine adlige Familie von Borck auf Brallentin, die als weiteren Gutsbesitz nur Krüssow A besaß (dieses als unmittelbares Lehen), ist von dem gleichnamigen bedeutenden, schlossgesessenen Geschlecht von Borck zu unterscheiden.
In Ludwig Wilhelm Brüggemanns Ausführlicher Beschreibung des gegenwärtigen Zustandes des Königlich Preußischen Herzogtums Vor- und Hinterpommern (1784) ist Brallentin unter den adeligen Gütern des Pyritzschen Kreises aufgeführt. Es lag „auf der Landstraße von Stargard nach Arenswalde“. Damals gab es hier ein Vorwerk, also den Gutsbetrieb, eine Windmühle, einen Prediger, einen Küster, sieben Bauern, einen Kossäten, eine Schmiede und einen Holzwärter, insgesamt 35 Haushaltungen („Feuerstellen“). Brallentin gehörte damals dem Kriegsrat Franz Carl Wilhelm von Borck. Die Kirche war eine Mutterkirche, zu der die Filialkirche in Linde gehörte.
Die Familie von Bork auf Brallentin starb im Jahre 1836 mit Ludwig Emil Wilhelm von Bork im Mannesstamme aus. Die von Wedel auf Kremzow machten Brallentin als ihr erledigtes Lehen geltend und waren damit 1844 in einem gegen die Mutter von Ludwig Emil Wilhelm von Bork geführten Rechtsstreit erfolgreich. Im Jahre 1846 einigten sich die von Wedel dahin, dass Brallentin an Carl Ferdinand von Wedel auf Replin kam. Ihm folgte Lupold von Wedel. 1857 kaufte Johanna Theresa von Wedel, geborene von der Osten, das Gut Brallentin.
Im 19. Jahrhundert bestanden der größere Gutsbezirk Brallentin und die kleinere Landgemeinde Brallentin nebeneinander. Um 1865 umfasste der Gutsbezirk Brallentin 4379 Morgen Land mit 26 Wohngebäuden und einem Fabrikgebäude. Die Landgemeinde Brallentin umfasste nur 1135 Morgen Land mit 9 Wohngebäuden.
Bis 1945 bildete Brallentin eine Gemeinde im Kreis Pyritz der preußischen Provinz Pommern. Zur Gemeinde gehörten auch die Wohnplätze Forsthaus, Klein Linde, Linde und Wolfswinkel.
Nach dem Zweiten Weltkrieg kam Brallentin, wie alle Gebiete Hinterpommerns, an Polen. Die Bevölkerung wurde vertrieben. Der Ortsname wurde zu „Bralęcin“ polonisiert.

## Entwicklung der Einwohnerzahl
- 1867: 356 Einwohner, davon 279 im Gutsbezirk Brallentin und 77 in der Landgemeinde Brallentin[4]
- 1871: 321 Einwohner, davon 259 im Gutsbezirk Brallentin und 62 in der Landgemeinde Brallentin[4]
- 1925: 587 Einwohner[3]

## Persönlichkeiten
- Siegfried Taubert (1880–1946), SS-Obergruppenführer